# Concattedrale di Santa Maria Assunta (Conza della Campania)
La concattedrale di Santa Maria Assunta è il duomo  di Conza della Campania e concattedrale dell'arcidiocesi di Sant'Angelo dei Lombardi-Conza-Nusco-Bisaccia.

## Storia e descrizione
L'attuale concattedrale sorge al centro del nuovo insediamento di Conza della Campania ed è stata edificata per sostituire l'antica cattedrale di Conza, distrutta dopo il terremoto dell'Irpinia del 23 novembre 1980.
Il nuovo e moderno edificio, la cui costruzione è iniziata nel 1998 e che è stato aperto al culto nel 2003, è costituito da una grande aula circolare, sovrastata da una cupola con struttura in cemento armato sorretta da dodici colonne, i costoloni sll'esterno sono ricoperti di lamine d'acciaio, gli spicchi della cupola in lamine di rame.
La chiesa accoglie i resti dell'antica cattedrale, tra cui il fonte battesimale in pietra del XVIII secolo, costituito da una vasca circolare sorretta da un piedistallo con stemma episcopale a bassorilievo. Sulla sinistra si trovano il sarcofago medievale che accoglie i resti mortali di Sant'Erberto e alcune statue lignee, recuperate fra le rovine dell'antica chiesa. Le grandi vetrate artistiche della chiesa sono opera dell'atelier dell'artista Albano Poli di Verona.